# General Certificate of Secondary Education
Le General Certificate of Secondary Education (GCSE, que l'on peut traduire par « Certificat général de fin d’études secondaires ») est le nom du diplôme obtenu généralement vers 16 ans (cependant, il n'y a pas de restriction d'âge spécifique) dans certains pays anglo-saxons, sanctionnant la fin de l'enseignement général. Il peut s'obtenir dès 14 ans. En Écosse, on parle de Standard Grade.
Le GCSE fut introduit afin de remplacer les brevets ou qualifications O-level GCE (Ordinary-level General Certificate of Education).
Le GCSE est obtenu après le passage d'un examen dans les principales matières enseignées (la langue anglaise, littérature anglaise, mathématiques, sciences et options) dont le nombre varie entre 10 et 14. Au Pays de Galles, l'élève doit répondre à des questions sur le gallois ainsi que sur la littérature galloise. D'habitude, l'élève étudie 10 ou 11 matières. 
Les résultats allaient de A* (prononcé en anglais A-Star) à G. U signifiant un échec. Le niveau A* (le meilleur) fut introduit du fait que beaucoup d'élèves atteignaient le niveau A. Il y a deux catégories du GCSE: Foundation Tier et Higher Tier. Dans les examens de foundation tier, on peut atteindre de C à G, et dans les examens de higher tier on peut atteindre de A* à D.
Or, ces dernières années, des réformes ont été introduites. Les lettres signifiant son résultat sont devenues des chiffres, de 1 à 9. 9 et 8 sont maintenant les équivalents du A* où seulement 10% des A* méritent un 9. 
Au Royaume-Uni, c'est le niveau d'étude minimum pour pouvoir accéder à l'enseignement supérieur ou pour pouvoir prétendre à un emploi qualifié, notamment à l'Université de Cambridge ou dans le secteur privé.
Hors Royaume-Uni, le GCSE est délivré par certains lycées internationaux en France et à l'Aiglon College en Suisse. L'Université de Cambridge assure l'organisation d'examen CIE (Cambridge International Examinations) qui délivre globalement une version internationale du GCSE dont le nom est IGCSE (où le I signifie International) et dont la structure d'examen et le contenu des matières individuelles diffèrent du GCSE britannique.